# Canisvliet
Canisvliet is een poldergebied en natuurreservaat bij Westdorpe in de Nederlandse gemeente Terneuzen (Zeeland). Het totale gebied is 450 hectare groot. Hiervan is het natuurontwikkelingsbied 100 hectare. Het gebied wordt beheerd door Staatsbosbeheer.

## Geschiedenis
Het gebied was ooit een zijarm van de Honte. Na de sluiting van de Graaf Jansdijk (1790) en de Sasdijk kon het deels worden drooggelegd, waarbij de Canisvliet binnenpolder en de Canisvliet buitenpolder ontstonden, beide ten oosten van het huidige terrein. Het huidige natuurterrein bleef onbewoond landbouwgebied, met brak water. Begin jaren zestig vond een ruilverkaveling plaats. De ornitholoog Johan van den Steen uit Sas van Gent wist te verhinderen dat het gebied werd opgespoten met grond die vrijkwam bij de verbreding van het Kanaal van Gent naar Terneuzen.

## Canisvlietse Kreek
Een groot deel van Canisvliet bestaat uit de Canisvlietse Kreek; een Natura 2000-natuurgebied, naast het Kanaal Gent-Terneuzen. De kreek werd eind jaren negentig gesaneerd, nadat de waterkwaliteit decennia was verslechterd door lozingen van sterk vervuild water vanuit België via de Reigerskil. Het gebied van de kreek is 142 hectare groot.
De kreek vormt aan de zuidzijde de grens tussen Nederland en België. Net over de grens bij het gebied ligt Zelzate.

## Natuur
Op het terrein vindt men kruipend moerasscherm, rietorchis en pluimzegge. Broedvogels zijn onder meer: grauwe gans, bruine kiekendief, blauwborst en watersnip.